# The Soul Herder
The Soul Herder er en amerikansk stumfilm fra 1917 af John Ford.

## Medvirkende
- Harry Carey som Cheyenne Harry
- Jean Hersholt som Parson
- Fritzi Ridgeway som Jane Brown
- Elizabeth Janes som Mary Jane
- Hoot Gibson som Chuck Rafferty